# Zanabazar
 (janvier 2017).
Si vous disposez d'ouvrages ou d'articles de référence ou si vous connaissez des sites web de qualité traitant du thème abordé ici, merci de compléter l'article en donnant les références utiles à sa vérifiabilité et en les liant à la section « Notes et références ».
 (janvier 2020).
- Si vous ne connaissez pas le sujet, laissez ce bandeau (vous pouvez alors contacter les auteurs).
- Si vous supprimez le contenu mis en cause (vous pouvez préalablement contacter les auteurs),

argumentez précisément cette suppression dans la page de discussion
(un manque de référence n'est pas un argument ; une recherche réelle de référence doit avoir été effectuée, être formellement documentée).
Pour l’article homonyme, voir Zanabazar (dinosaure).
Zanabazar (mongol : ᠵᠠᠨᠠᠪᠠᠵᠠᠷ ; mongol cyrillique : Занабазар), aussi appelé Öndör Gegeen Zanabazar (mongol : ᠥᠨᠳᠦᠷ ᠬᠡᠬᠡᠨ ᠵᠠᠨᠠᠪᠠᠵᠠᠷ, Өндөр гэгээн Занабазар, 1635-1723), fut le premier Jebtsundamba Khutuktu, le chef spirituel du bouddhisme tibétain des Khalkhas en Mongolie-Extérieure.

## Le fondement
Zanabazar (le nom donné est Eshidorji, mongol : Ишдорж Ishdorj) est né fils du Khan Tüsheet, Gombodorji, qui était à cette époque l’un des trois Khans de Khalkha, et de sa femme, Khandojamtso. Gombodorji était un des petits-fils d'Abadai Khan, un dirigeant Khalkha qui avait fortement soutenu la diffusion du bouddhisme et fondé le monastère d'Erdene Zuu. Pour Gombodorji, que son fils soit reconnu comme une haute réincarnation du bouddhisme tibétain se traduit aussi dans un plus grand prestige politique, alors que pour l'école lamaïste, la reconnaissance d’un fils d'une famille royale et descendant direct de Gengis Khan se traduit dans une plus grande influence et un pouvoir persuasif parmi les Mongols.
Il a pour frère Chakhundorj (ou Chakhundorj khan, mongol : Чахундорж хан.

## Reconnaissance
En 1640, Zanabazar a été reconnu par le panchen-lama et Lobsang Gyatso, le Ve dalaï-lama comme étant un tulku, et il a pris son siège à Orgöö alors localisé à Övörkhangai, à 600 kilomètres du site actuel d'Oulan-Bator, à la tête de la tradition  Gelug de Mongolie. Les événements miraculeux ont intervenu paraît-il pendant sa jeunesse ; et en 1647, à l’âge de 12 ans, il a fondé le Monastère de Shankh.

## Contribution aux arts
Zanabazar a été appelé le « Michel-Ange de l'Asie » pour avoir apporté à la région une renaissance dans les questions apparentées à la spiritualité, y compris la théologie, la langue, l'art, la médecine et l'astronomie. Il a composé de la musique sacrée, maîtrisé les arts sacrés de moulage de bronze et la peinture, a créé une nouvelle conception de robes monastiques, et a inventé l'écriture soyombo en 1686, basée sur l’écriture lantsa de l'Inde — de même que l’écriture quadratique, basée sur l'alphabet tibétain et l'écriture 'phags-pa.
Le lettré Ragchaagiin Byambaa a suggéré que ces deux écritures inventées par Zanabazar ont été combinées pour écrire dans une langue de « Dharma » tripartite composée de tibétain, mongol et sanscrit, parce que les deux écritures ont été conçues pour mieux accommoder en particulier la phonétique des trois langues. De nos jours, elles sont principalement utilisées pour les inscriptions sacrées et décoratives bouddhistes, et enseignées aux lettrés bouddhistes de Mongolie.
| Statue d'un Tara blanc |
| Tara Blanc             |

| Statue in the Zanabazar Museum of Fine Arts |
| Détail d'une statue par Zanabazar           |

| Statue of Akshobhya in the Zanabazar Museum of Fine Arts |
| Statue d'Akshobhya                                       |

| Statuette of Manjusri in the Zanabazar Museum of Fine Arts |
| Statuette de Manjushri                                     |